# Heino Thiele
Heino Thiele (* 14. Juni 1891 in Köln; † 25. Mai 1964 in Meiningen) war ein deutscher Schauspieler und Regisseur.

## Leben
Als Sohn eines Fabrikanten nahm Heino Thiele in Düsseldorf Schauspielunterricht. In den 1920er Jahren war er als Filmschauspieler tätig. 1933 ging Thiele an das Meininger Theater; dort übernahm er überwiegend die Rollen eines Bonvivanten, arbeitete aber auch als Spielleiter der Operette. Nach dem Zweiten Weltkrieg spielte er zunächst ab 1945 wieder am Meininger Theater, später auch an anderen Bühnen. Heino Thiele hatte mit seiner ebenfalls kunstsinnigen Ehefrau Elisabeth eine Tochter (Brigitte, 1936–2006) und einen Sohn (Klaus-Peter, 1940–2011), die ebenfalls die Laufbahn eines Schauspielers nahmen. Besonders bekannt wurde Klaus-Peter Thiele als Titelfigur in Die Abenteuer des Werner Holt (1964/65).

## Filmografie
- 1921: Die Abenteuer eines Ermordeten, 1. Teil – Die Flucht aus dem Leben
- 1921: Die Abenteuer eines Ermordeten, 2. Teil – Der Smaragd des Badjah von Panlanzur
- 1927: Apachen von Paris

## Theater (Auswahl)
Städtische Bühnen Erfurt
- 1952: Jewgenij Schwarz: Der Schatten (Der Geheime Rat) – Regie: Wilhelm Gröhl
- 1952: Paul Knepler / Bela Jenbach / Franz Lehar: Paganini (Felice, Gemahl der Fürstin von Lucca) – Regie: Hermann Schalk
- 1952: Jean Baptiste Molière: Der Geizige (Anselme, Edelmann aus Neapel) – Regie: Fritz Wendel
- 1952: Alwin Brosch: Hans und der Zirkus (Clown) – Regie: Werner Wollek
- 1952: Gotthold Ephraim Lessing: Minna von Barnhelm (Riccaut de la Martiniere) – Regie: Willy Semmelrogge
- 1952: Milislav Stehlik: Der Weg ins Leben (Kalina Iwanowitsch) – Regie: Willy Semmelrogge
- 1952: George Bernard Shaw: Die heilige Jungfrau (Erzbischof von Reims) – Regie: Adolf-Peter Hoffmann
- 1953: Johann Wolfgang von Goethe: Faust (Der Herr) – Regie: Adolf-Peter Hoffmann
- 1953: William Shakespeare: Wie es euch gefällt (Adam, Bedienter) – Regie: Werner Wollek
- 1953: Hanuš Burger / Stefan Heym: Tom Sawyers großes Abenteuer (Richter) – Regie: Hans-Dieter Schmidt
- 1953: William Shakespeare: Ein Sommernachtstraum (Philostrat am Hofe des Theseus) – Regie: Adolf-Peter Hoffman
- 1953: Tirso de Molina: Die fromme Marta (Pater Ignazio) – Regie: Johann Schmidt
- 1953: Friedrich Schiller: Wilhelm Tell (Rösselmann, Pfarrer aus Uri) – Regie: Willy Semmelrogge
- 1953: Georgi Mdiwani: Wo der Schuh drückt (Jerjomin, Leiter des staatlichen Industrieamtes) – Regie: Willy Semmelrogge
- 1953: Ferdinand Bruckner: Eine Frau gegen Napoleon (Graf Narbonne) – Regie: Hans Dieter Mäde
- 1953: Maxim Gorki: Die Feinde (Jagodin, Arbeiter) – Regie: Hans Dieter Mäde
- 1954: Gotthold Ephraim Lessing: Nathan der Weise (Klosterbruder) – Regie: Adolf-Peter Hoffmann
- 1954: Jean Baptiste Molière: Tartuffe (Orgon Pernelle) – Regie: Helfried Schöbel
- 1954: Friedrich Hebbel: Der Rubin (Wesir) – Regie: Hans Dieter Mäde
- 1954: Miguel Cervantes: Das wundertätige Puppentheater (Juan Castrado, Ratsherr) – Regie: Willy Semmelrogge
- 1954: Autor unbekannt: Die Hammelkomödie vom Advokat Pathelin (Wechsler) – Regie: Willy Semmelrogge
- 1954: William Shakespeare: Viel Lärm um nichts (Antonio) – Regie: Fritz Wendel
- 1954: Alexander Kron: Das tote Tal (Iwan Jakowlewitsch Andrejanow, Bohrmeister) – Regie: Hans Dieter Mäde
- 1955: Friedrich Hebbel: Maria Magdalena (Tischlermeister Anton) – Regie: Hans Dieter Mäde
- 1955: Friedrich Schiller: Die Räuber (Maximilian Graf von Moor) – Regie: Hans Dieter Mäde
- 1955: Heinar Kipphardt: Shakespeare dringend gesucht (Arbeiter) – Regie: Karlheinz Carpentier
- 1955: William Shakespeare: Die Komödie der Irrungen (Angelo, Goldschmied) – Regie: Hans Dieter Mäde
- 1955: Juri Burjakowski: Julius Fučík (Josef Jelinek, Arbeiter) – Regie: Hans Dieter Mäde
- 1956: Leonid Solowjow: Aufruhr in Buchara (Nijas, Töpfer) – Regie: Hans Dieter Mäde
- 1956: Bertolt Brecht: Der kaukasische Kreidekreis (als Bettler und als Alter) – Regie: Eugen Schaub